# Weinfelden
Weinfelden (toponimo tedesco) è un comune svizzero di 11 241 abitanti del Canton Turgovia, nel distretto di Weinfelden del quale è capoluogo; ha lo status di città.

## Storia
Nel 1995 Weinfelden ha inglobato il comune soppresso di Weerswilen (tranne la località di Beckelswilen, assegnata a Berg).

## Monumenti e luoghi d'interesse

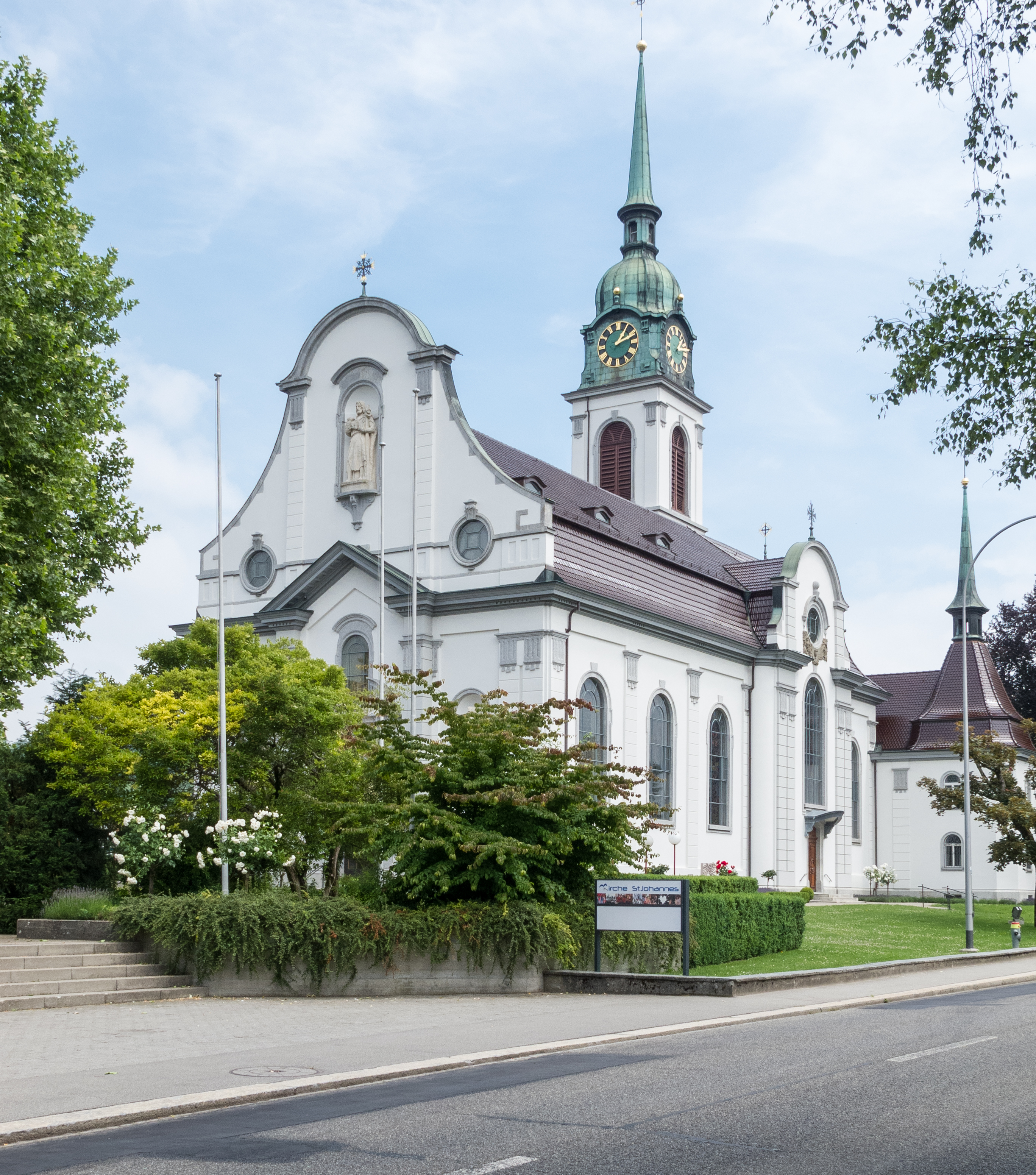
La chiesa cattolica

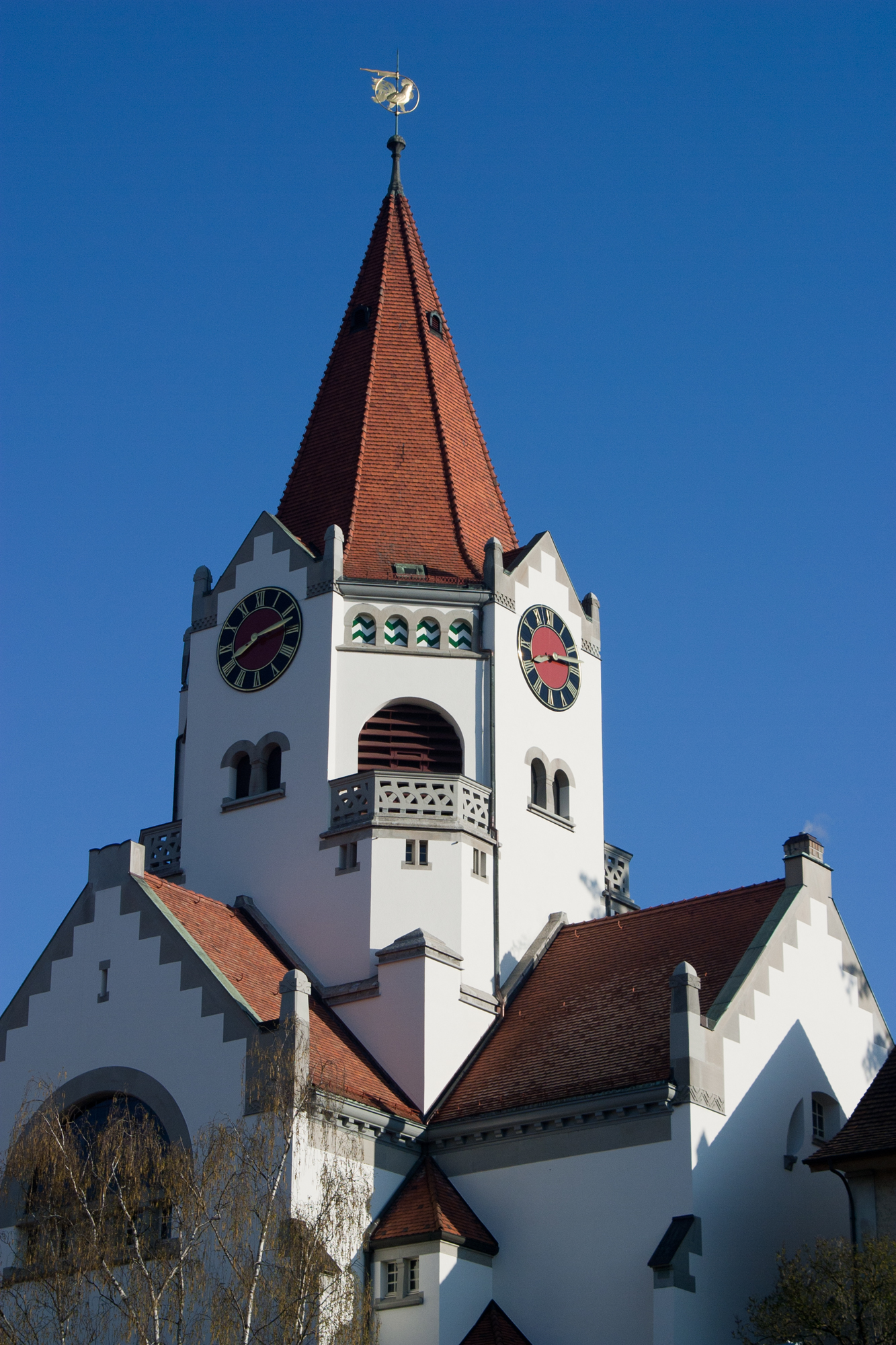
La chiesa riformata

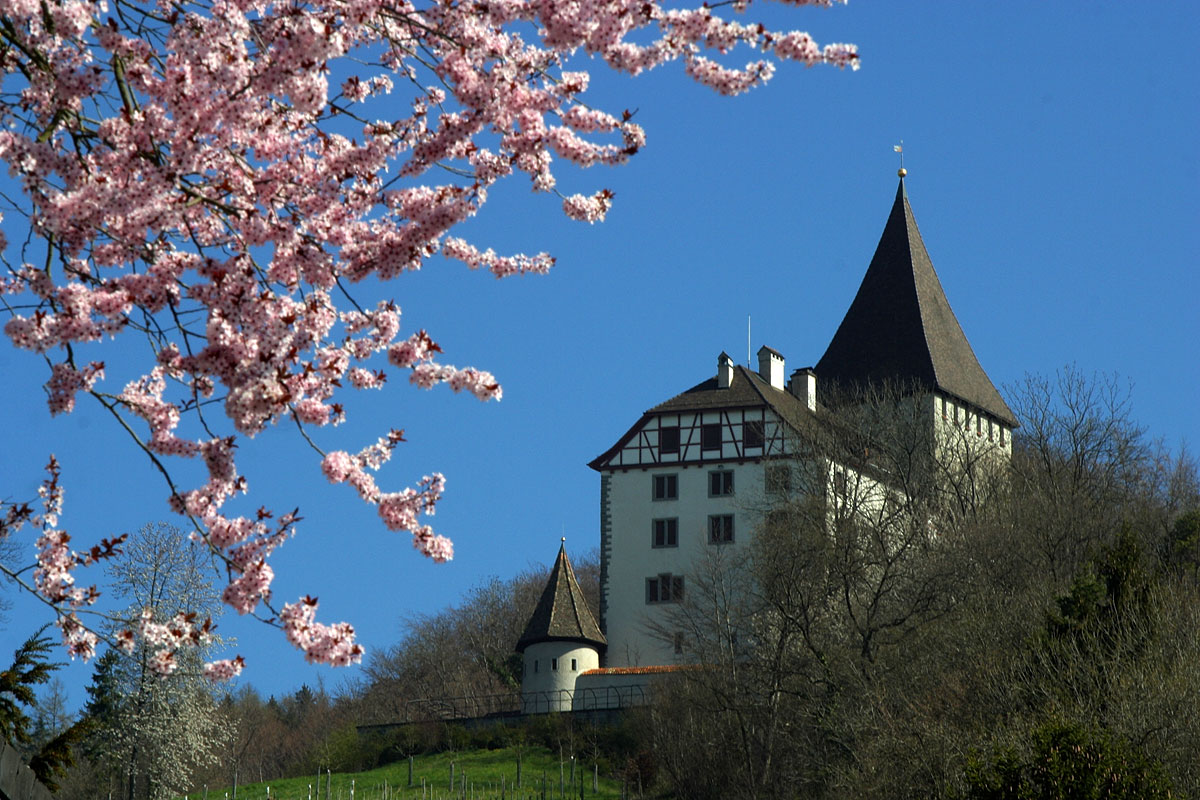
Il castello di Weinfelden

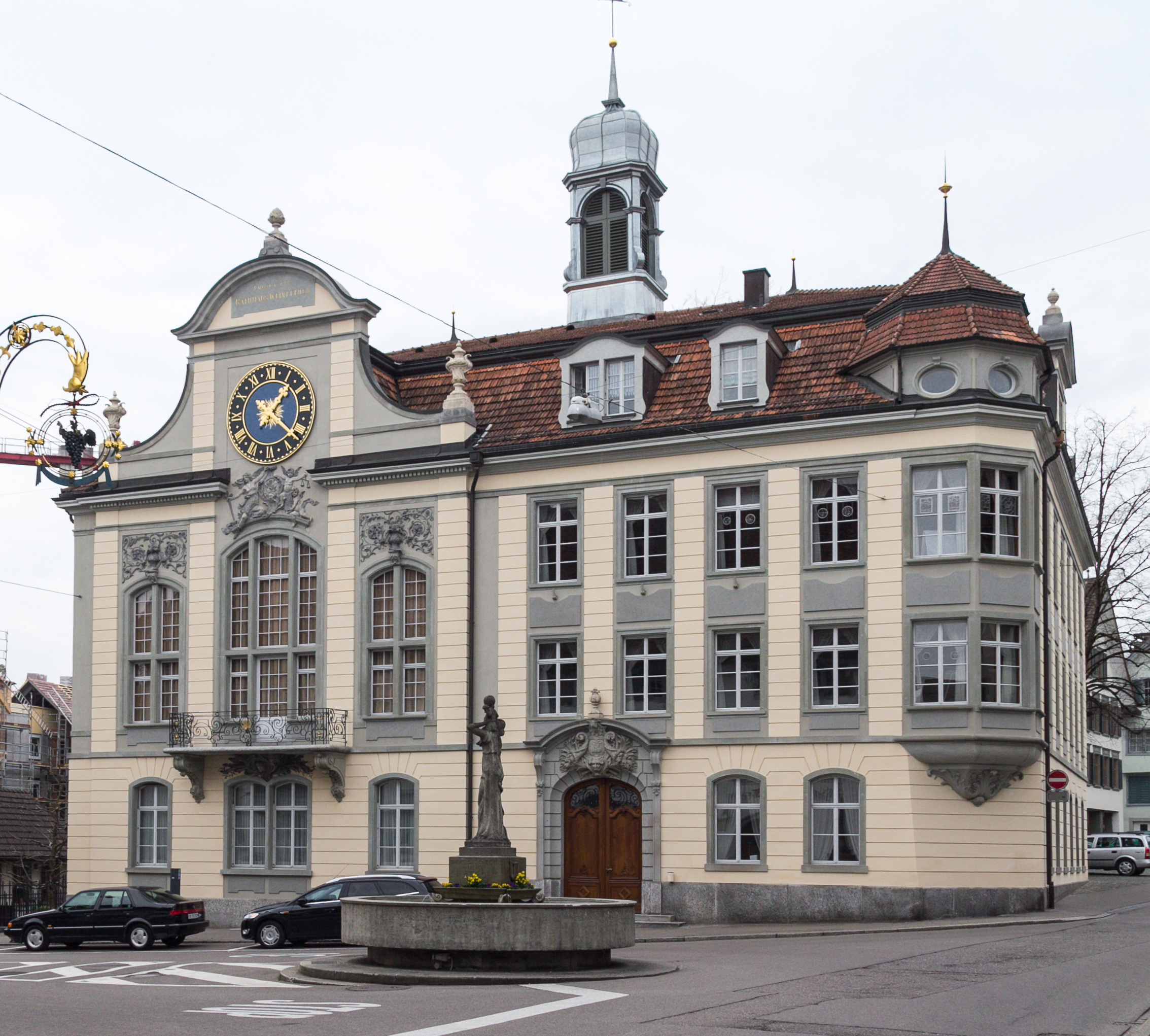
Il palazzo comunale

- Chiesa cattolica di San Giovanni Battista, attestata dal 1255[1];
- Chiesa riformata, eretta nel 1902[1];
- Castello di Weinfelden, attestato dal 1180[1];
- Palazzo comunale (Rathaus), attestato dal 1550[1].

## Società

### Evoluzione demografica
L'evoluzione demografica è riportata nella seguente tabella (con Weerswilen):
Abitanti censiti

## Amministrazione
Ogni famiglia originaria del luogo fa parte del cosiddetto comune patriziale e ha la responsabilità della manutenzione di ogni bene ricadente all'interno dei confini del comune.

## Infrastrutture e trasporti
È servito dall'omonima stazione, situata all'incrocio tra le linee Winterthur-Romanshorn e Mittelthurgaubahn; sulla Mittelthurgaubahn era presente anche la stazione di Weinfelden Süd.

## Sport
A Weinfelden hanno sede le squadre di hockey su ghiaccio Schlittschuh Club Weinfelden e Hockey Thurgau.